# Oecetis blythi
Oecetis blythi là một loài Trichoptera trong họ Leptoceridae. Chúng phân bố ở miền Australasia.